# Martin Doerry

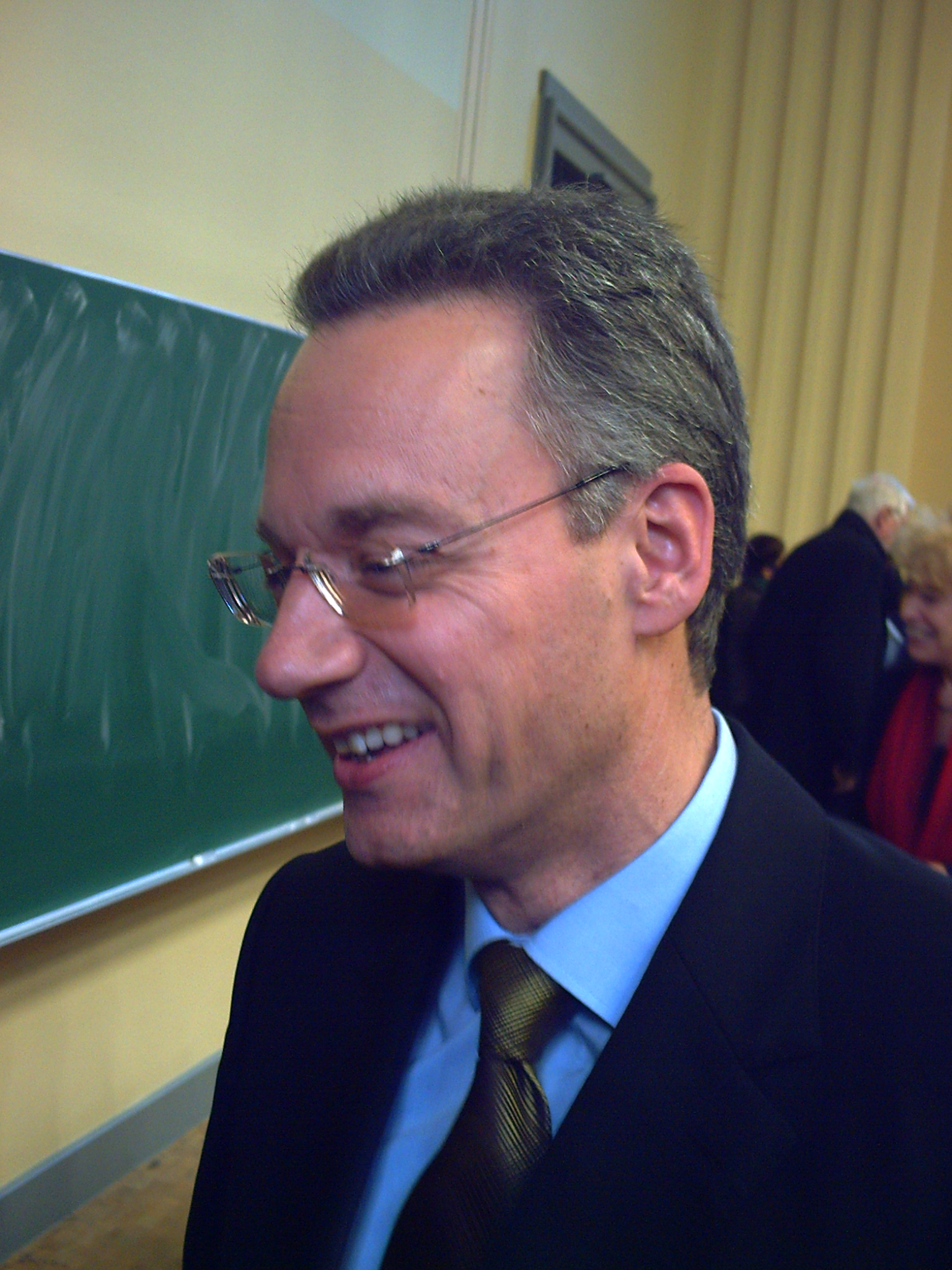
Martin Doerry (2008)

Martin Doerry (* 21. Juni 1955 in Uelzen-Veerßen) ist ein deutscher Journalist und Buchautor. Er war von 1998 bis 2014 stellvertretender Chefredakteur des deutschen Nachrichtenmagazins Der Spiegel.

## Leben
Martin Doerry ist der Sohn von Jürgen Doerry (1925–2022), der bis zur Pensionierung Bundesrichter in Karlsruhe war, und der Krankenschwester Ilse Doerry, der Tochter der jüdischen Ärztin Lilli Jahn.
Doerry absolvierte nach dem Abitur 1974 am Gymnasium Ernestinum in Celle ein Studium der Germanistik und Geschichte an der Universität Tübingen. Vom DAAD erhielt er einen Stipendienaufenthalt an der Universität Zürich. Im Anschluss an das Erste Staatsexamen erhielt er von der Friedrich-Ebert-Stiftung ein Promotionsstipendium und schloss 1985 seine Promotion in Neuerer Geschichte ab.
Danach arbeitete Doerry zwei Jahre im SDR-Studio in Karlsruhe. Von 1987 bis 2021 war er beim Nachrichtenmagazin Der Spiegel beschäftigt. Zunächst war er dort Redakteur im Bereich Bildungspolitik, bevor er im Oktober 1991 gemeinsam mit Mathias Schreiber die Leitung des Feuilletons übernahm. Ab 1996 fungierten er und Gerhard Spörl als Ressortleiter für Deutsche Politik. Von August 1998 bis Juni 2014 war er stellvertretender Chefredakteur des Spiegel, danach arbeitete er bis zu seinem Ausscheiden im Jahr 2021 als Autor. Zwischen 2016 und 2019 war er zusätzlich Mit-Geschäftsführer der Mitarbeiter-KG des SPIEGEL-Verlages.
Zusammen mit seinem Kollegen Markus Verbeet begründete er unter dem Obertitel „Wie gut ist Ihre Allgemeinbildung?“ eine Taschenbuchreihe, deren erster Band 2010 erschien. Der Spiegel-Wissenstest umfasst Einzeltitel zu den Themen Politik und Gesellschaft, Geschichte, Religion, Kultur, Fußball; 2018 erschien unter dem Titel „Wen liebte Goethes Faust?“ der Wissenstest Literatur. Die Gesamtauflage der Reihe beträgt mehr als eine Million Exemplare.
Martin Doerry erkannte die historische Bedeutung des Briefwechsels zwischen seiner Großmutter, der jüdischen Ärztin Lilli Jahn, und ihren Kindern. Sie war 1944 nach Auschwitz deportiert und dort ermordet worden. Die Briefe stammen vor allem aus der Zeit, als Lilli Jahn in dem Arbeitserziehungslager Breitenau nahe Kassel interniert war und ihre fünf Kinder nahezu auf sich alleine gestellt waren. Doerry veröffentlichte 2002 eine Auswahl der 250 Briefe, die im Nachlass seines Onkels und ehemaligen Bundesjustizministers Gerhard Jahn gefunden wurden, unter dem Titel „Mein verwundetes Herz“ – das Leben der Lilli Jahn als Buch. Von der Wochenzeitung Die Zeit wird dieses Buch in eine Reihe mit dem Tagebuch der Anne Frank und den Aufzeichnungen Victor Klemperers gestellt; der Schriftsteller Martin Walser hob in einer Rezension den historischen Rang der Dokumentation hervor: „Ich habe noch nie von einem Buch gesagt, es gehöre in die Schule, hier muss ich das sagen.“ Das Buch wurde in 19 Sprachen übersetzt.
2006 erschien der Bildband „Nirgendwo und überall zu Haus“ – Gespräche mit Überlebenden des Holocaust. Sämtliche Fotoporträts steuerte Monika Zucht bei. Zu den 24 Befragten zählen die Schriftsteller Aharon Appelfeld, Edgar Hilsenrath, Ruth Klüger, Arno Lustiger und Imre Kertész. In seiner Einleitung schreibt Doerry: „Langsam senkt sich der Schatten über die Erinnerung. Die letzten Überlebenden des Holocaust und der Vertreibung des europäischen Judentums werden bald verstummt sein.“ 2015 folgte, herausgegeben von Doerry und seiner Kollegin Susanne Beyer, der Band „Mich hat Auschwitz nie verlassen“. Überlebende des Konzentrationslagers berichten, eine Sammlung von 20 Erinnerungsprotokollen ehemaliger Auschwitz-Häftlinge, zusammengetragen von Spiegel-Redakteuren in Europa, Israel und den USA.
Im Spiegel enthüllte Doerry im Oktober 2018 unter dem Titel Der gefühlte Jude, dass der damalige Vorsitzende der jüdischen Gemeinde Pinneberg, Wolfgang Seibert, sich eine jüdische Identität zugelegt hatte, in Wirklichkeit aber Protestant war. Im Mai 2019 enthüllte er ebenfalls im Spiegel, dass die Bloggerin und Historikerin Marie Sophie Hingst große Teile ihrer Biographie in ihrem Blog erfunden hatte; Hingst war, anders als von ihr beschrieben, nicht Nachfahrin von Holocaust-Opfern. Nach dem Suizid Hingsts gab es Vorwürfe gegen Doerry, zu rücksichtslos mit der emotional labilen Autorin umgegangen zu sein. Zu seinen Verteidigern zählte unter anderem Carolin Emcke, Trägerin des Friedenspreises des Deutschen Buchhandels, die in der Süddeutschen Zeitung erklärte: „Auch ich hätte geschrieben über die Täuschungen, weil wir das den Angehörigen der Opfer der Schoah schuldig sind.“
Doerry ist verheiratet und hat drei Töchter. Er lebt in Hamburg.

## Werke
- Übergangsmenschen. Die Mentalität der Wilhelminer und die Krise des Kaiserreichs. 2 Bände, Juventa Verlag, Weinheim/München 1986, Band 1: ISBN 3-7799-0800-X, Band 2: ISBN 3-7799-0801-8.
- Mein verwundetes Herz. Das Leben der Lilli Jahn 1900–1944. Deutsche Verlags-Anstalt, Stuttgart/München 2002, ISBN 3-421-05634-X.
- Nirgendwo und überall zu Haus. Gespräche mit Überlebenden des Holocaust. Deutsche Verlags-Anstalt, München 2006, ISBN 3-421-04207-1.
- Lillis Tochter. Das Leben meiner Mutter im Schatten der Vergangenheit – eine deutsch-jüdische Familiengeschichte. Deutsche Verlags-Anstalt, München 2023, ISBN 3-4210-4894-0.